# Latrinkompost
Latrinkompost är en kompost för urin och fekalier från människan. Det komposterade materialet kan användas som gödsel eller för biogasproduktion. I Sverige krävs i regel tillstånd från kommunen för att ha latrinkompost.